# 写真史
写真史（しゃしんし）とは、写真技術の歴史、および写真に関連する諸事象の歴史のこと。撮影された写真作品そのものの歴史のみならず、カメラやレンズなどの機材や撮影等の技術に関する歴史も含まれる。
写真の歴史に関しては、西洋と東洋において、絵画や彫刻のような著しい差はない。その原因としては、現在の意味における写真の始まりが19世紀であり、その歴史が短いため、洋の東西で大きな差異が生じなかったこと（20世紀以降は、通信手段の高度な発達により、特に先進国間においては文化状況に差異が生じにくくなっている）が挙げられる。また日本の場合には、写真はまさに「輸入」した表現手段で、西洋の写真の「まね」から始まったという経緯も深く関係している。
なお、現在の意味における「写真」の前史として、カメラ・オブスクラや影絵等を挙げる考え方もある。

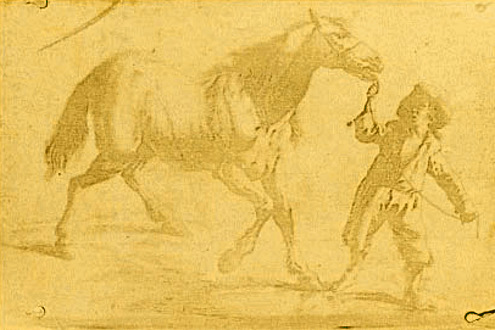
『Un cheval et son conducteur』（馬引く男）、1825年ごろにニセフォール・ニエプスが版画を撮影したもので、最古の写真とされる

## 写真技術の発明と研究の歴史

### カメラ・オブスクラ

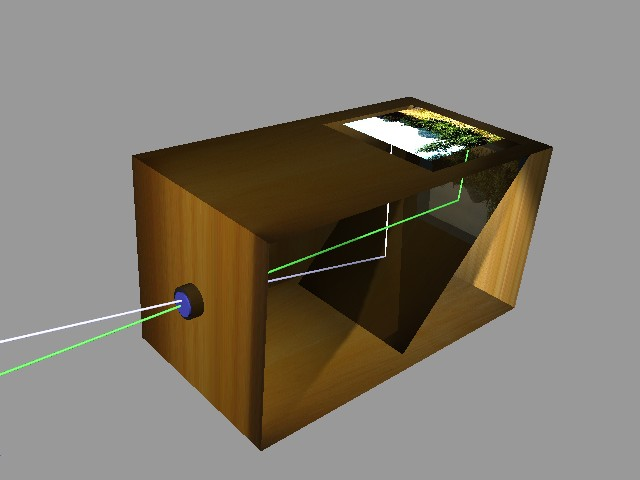
カメラ・オブスクラの原理

写真が発明される19世紀以前にも、光を平面に投影する試みは行われていた。画家達は、16世紀頃には立体の風景を平面に投影するために、カメラ・オブスクラ（「暗い部屋」の意）やカメラ・ルシダと呼ばれる装置を用い、その中に投影された像をトレースすることで、実景に似た絵画を描いた。
この初期のカメラは像を単に壁にある開口部を通して、暗くした部屋の壁に像を投影するだけで、化学的にその像を固定する技術はまだなかった。そこで、部屋を「大きなピンホールカメラにしたもの」で、人手でトレースする以外の方法でその像を残すことはできないものだった。やがてカメラ・オブスクラは小型化して持ち運びのできる装置となり、ついにはレンズや鏡を備えた小さな箱となった。
18世紀には、銀とチョークの混合物に光を当てると黒くなるというヨハン・ハインリヒ・シュルツェによる1724年の発見をはじめとして塩化銀やハロゲン化銀など銀化合物の一部は感光すると色が変わることが知られており、遊戯などに用いられていたものの、これとカメラ・オブスクラなどを組み合わせる発想はなかった。
カメラ・オブスクラの映像と感光剤とを組み合わせ、映像を定着させる写真技術の発明は、19世紀初めにほぼ同時に複数なされた。このとき美術は、新古典主義とロマン主義の並存する時期であった。また、産業革命により大勢誕生した中産階級によって、肖像画の需要が高まっていた。そして、石版画が新聞図版や複製画などに活用され、広まりつつあった。
現代の写真処理は、1840年から最初の20年の一連の改良が基底である。ニセフォール・ニエプスによる最初の写真の後、1839年にはダゲレオタイプが発表され、直後にカロタイプも発表された。写真の普及は肖像写真の流行、1850年代の湿式コロジオン法の発明、1871年のゼラチン乾板の発明へと続く。

### ニエプスの発明

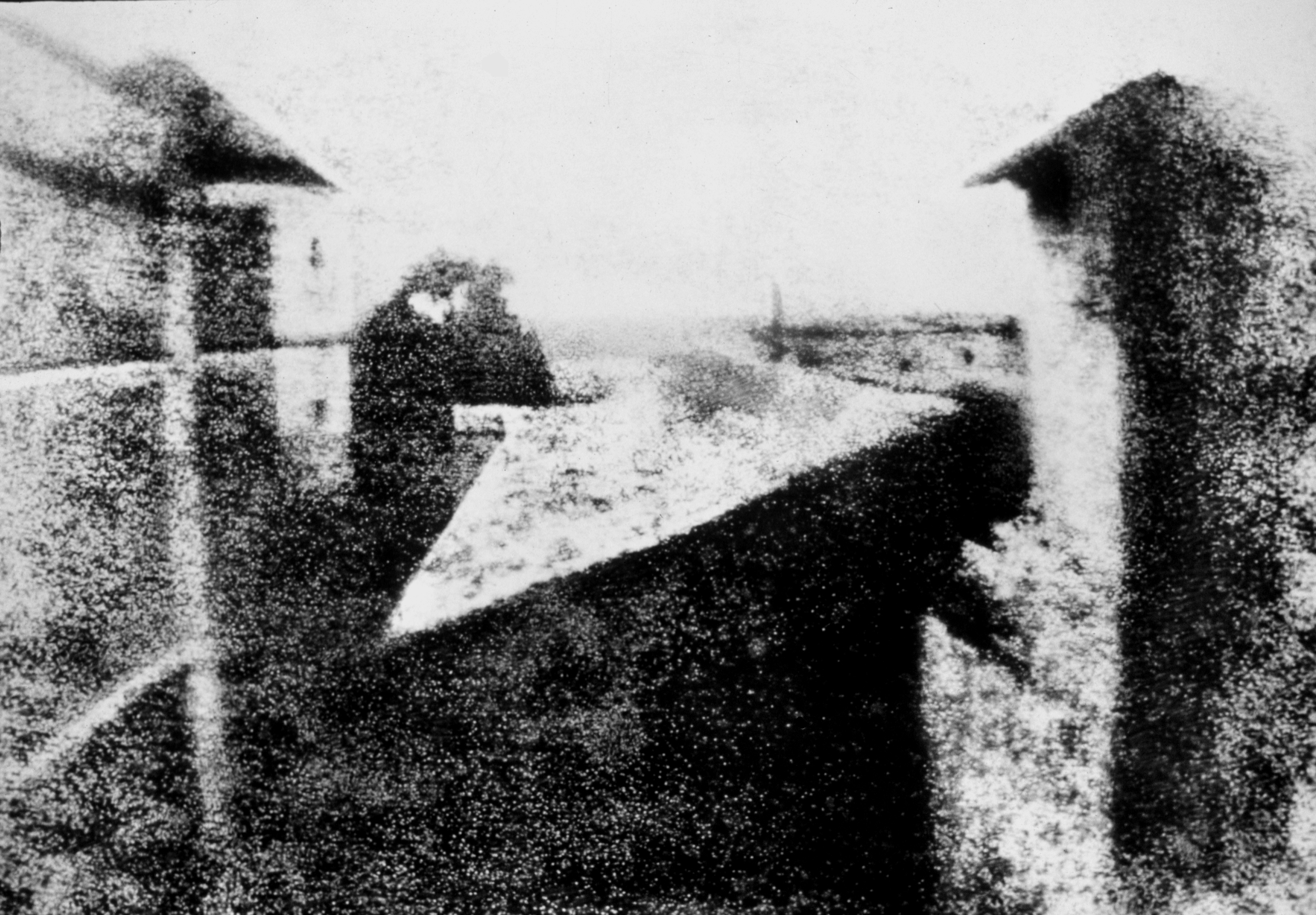
ジョゼフ・ニセフォール・ニエプスによる世界最初期の写真『ル・グラの窓からの眺め』 1827年

最初の写真は、1827年にフランス人発明家ニセフォール・ニエプス (Joseph Nicéphore Niépce) による、石油の派生物であるユデアのアスファルト（瀝青）を塗布した磨いたシロメ（白鑞）の板に作成された画像である。彼はもともと石版画制作に興味を持っており、やがて手で彫るのではなく光で自動的に版を作る方法を模索した。瀝青は光に当てると硬くなって水に溶けなくなるため、これを使って印刷用の原版を作ろうとした。彼はこれをカメラ・オブスクラに装填して自然の映像を定着させることを思いつき、試行錯誤の結果1827年に自宅からの眺めを写した最初の写真（『ル・グラの窓からの眺め』）を撮影した。カメラによる画像ではあったが、明るい日光の下（もと）、8時間もの露出が必要だった。その後ニエプスは、1724年のヨハン・ハインリッヒ・シュルツの発明に基づき、銀化合物を使った実験を始めた。

### ダゲレオタイプ
シャロン・シュル・ソーヌに住むニエプスと、パリで舞台背景画家・パノラマ画家・ジオラマ作家として成功していたルイ・ジャック・マンデ・ダゲールは1829年以降協力して、既存の銀方式を改良した。

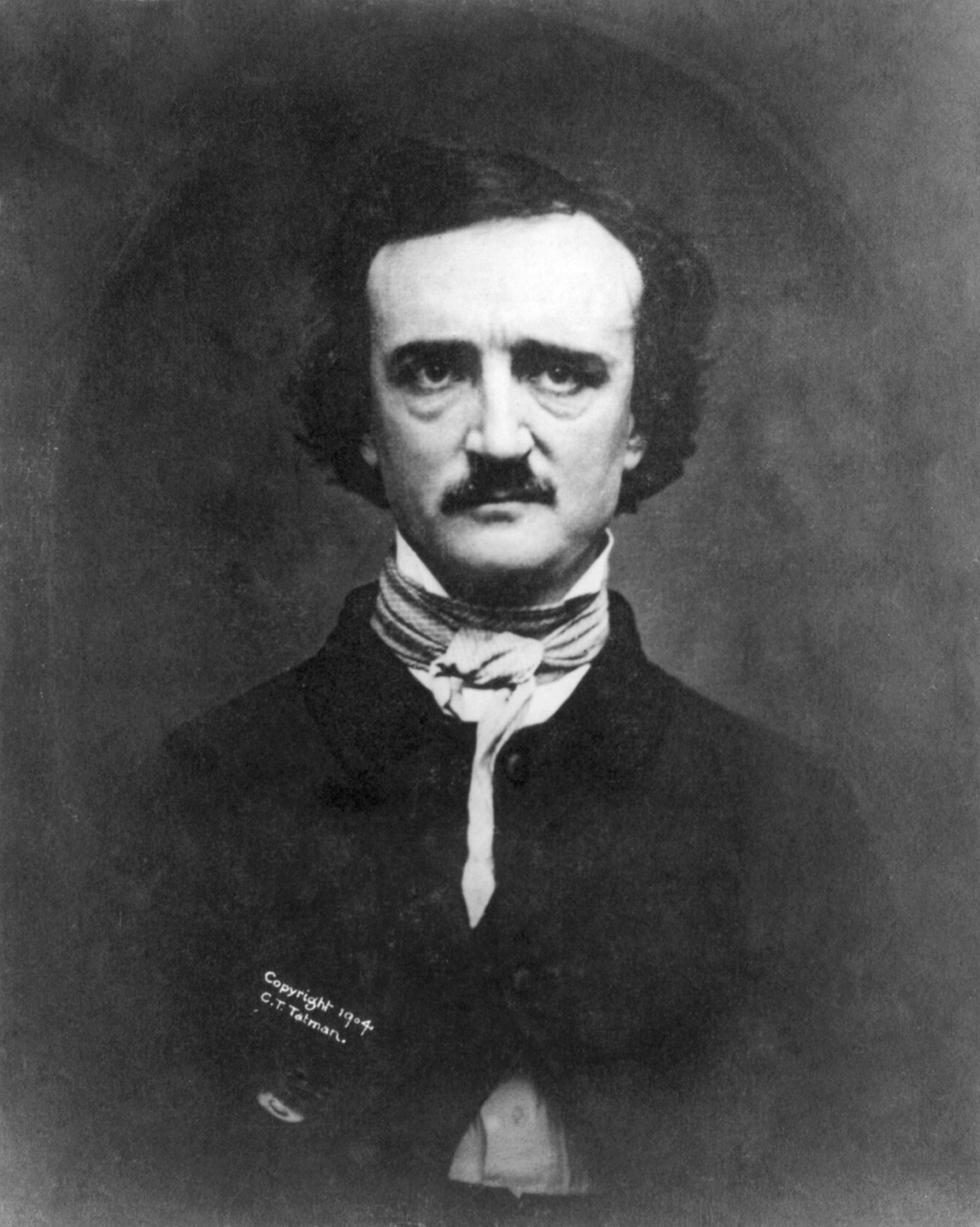
ダゲレオタイプによるエドガー・アラン・ポーの肖像。1848年

1833年、ニエプスは脳卒中で死に、彼のノートはダゲールに遺された。ダゲールには自然科学の素養はなかったが、元々だまし絵作家であった彼には本物そっくりの像を作り出したいという願望があった。彼は化学の研究を進め、二つの重要な貢献を残した。まず銀をヨウ素蒸気にさらしてから露光し、その後水銀の蒸気に当てることにより、隠れた像を作ることができることを発見した。これが潜像であり、露光時間の短縮に役立った。また、こうしてできた板を塩水に漬けると像を固定（定着）でき、それ以上光にさらしても変化しなくなることを発見した。
1839年、ダゲールは銅板にヨウ化銀を乗せた方式を発明し、これをダゲレオタイプ（銀板写真）と呼んだ。これはニエプスの考えたように複製を無数に作ることはできず一枚限りのものだったが、これに似た方式は、今日でもポラロイドで使われている。ダゲレオタイプは1839年のフランス化学・芸術アカデミー席上で発表され、世界にセンセーションを起こした。フランス政府はこの特許を買い上げ、直ちにパブリックドメインにした。やがて多くの技術者達が改良を急速に進めていった。また、1840年代にはダゲレオタイプ熱が吹き荒れ肖像写真の流行が起こる。

### カロタイプ
イギリスの貴族、ウィリアム・フォックス・タルボットは、イタリアへの休暇旅行でスケッチの際にカメラ・ルシダを使ったことからこれに興味を持つようになり、より手軽なスケッチの手段として画像を定着させる研究をはじめた。ダゲールに先んじて1835年頃に、カメラの画像から、黒白の反転した陰画を銀方式で固定する手段を発見していたが、これを秘匿したまま研究を途上で放棄しており、別の研究をしていた。しかしダゲールの発明を知ったタルボットは奮起し、彼の方式を改良して人物の写真が撮れるほどの短時間での撮影を可能にした。

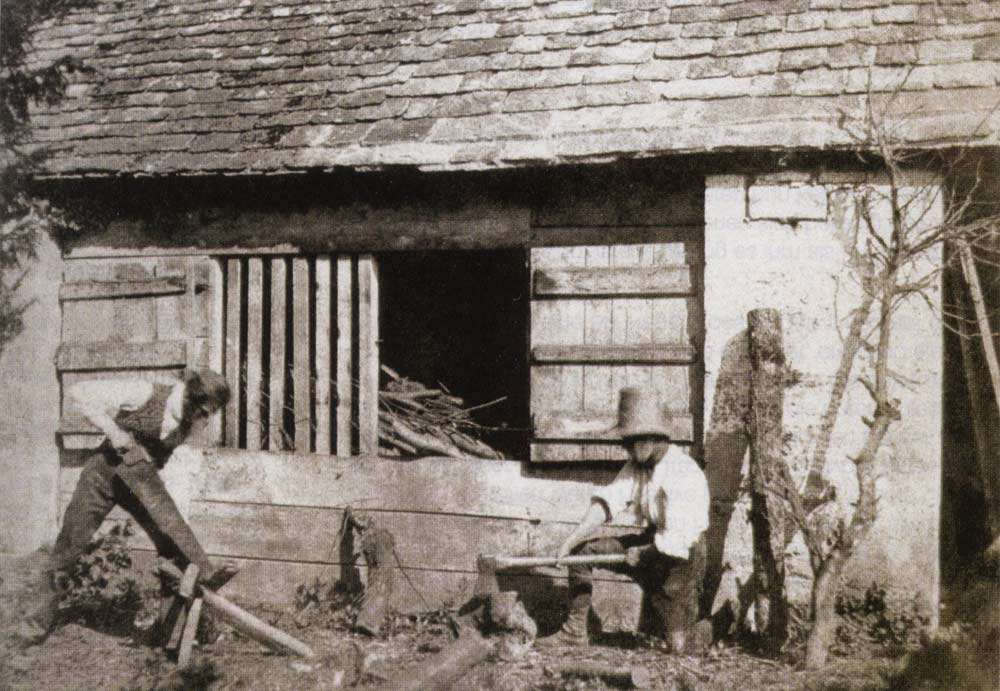
タルボットの撮ったカロタイプ。ウィルトシャー州の働く大工、1842-43年

1840年までにタルボットは、ジョン・ハーシェルら多くの科学者の協力を得てカロタイプ方式を発明していた。
カロタイプでは、紙に塩化銀を塗布し、中間的な陰画（ネガ）を取るのに使い、ここから別の感光紙に密着焼付けを行い陽画（ポジ）を得る方式をとっていた。繊維のある紙を使うため、金属板を使うダゲレオタイプとは異なり鮮明さでは劣った。しかし、カロタイプの陰画は陽画を焼くに当たって再三使える、すなわち複製が作れるというダゲレオタイプにはない利点があった。1843年には彼は写真工房を作り、複製能力を生かした写真集の出版を開始した。1844年に出版した『自然の鉛筆』（Pencil of Nature）は有名である。この『自然の鉛筆』は世界最古の写真集とされている。
タルボットはこの方式を特許とし、写真家から高額の使用料を徴収したため、特許料不要のダゲレオタイプに比べカロタイプの活用は大きく制限された。後述のコロジオン法などに対しても特許侵害だと主張した。彼は残りの人生を写真家たちを相手に特許を守る裁判に費やしたが、敗訴に失望し、最後には特許を放棄した。しかし、カロタイプの技術はフランスなどで改良された。1850年代よりフランス政府により自然、建築・遺跡、産業、災害などの記録を残すプロジェクトが始まり、フランス国内外の多くの風景が記録された。また、後にアメリカのジョージ・イーストマンはタルボットの方式を改良した。

### バヤールの発明
フランスのイポリット・バヤールも独自に紙と銀化合物を使用したカロタイプに似た写真技術を開発し、1839年ごろには撮影に成功したが、発表が遅かった上、ダゲレオタイプの普及と研究を推進するアカデミーに無視されたので、最初の発明者として認識されていない。1840年、彼は抗議の意味を込めて、身投げして溺死した人体に扮装した自分自身を撮影して公表した。これは世界初のセルフ・ポートレイト写真（自写像）とされる。

### コロディオン法
1851年、フレデリック・スコット・アーチャーがコロジオン法（湿式コロジオン法）を発明し、金属板に代わりガラス板を使ったネガ版を作る写真技術を導入した。これに先立ち、スロベン・ジャネス・プハールは1841年にガラス面へ写真を撮る技術を発明し、1852年7月17日、パリの国立農工商大学（？）で認知されている 。
ガラス板によるコロジオン法はダゲレオタイプの鮮明さとカロタイプのネガポジ方式の複製可能性を併せ持っていた為、1850年代にはダゲレオタイプに代わり、肖像写真の主流になって行く。また印画紙のハロゲン化銀を凝結させるために卵白を用いた新しい印画紙、アルビュメン・ペーパーも開発され、その弱点であった退色し易さも漸次的に改良された。
コロジオン法を使った風景写真には、ギュスターブ・ル・グレイの作品のように光や水や空気感のうつろいの一瞬を捉えたものもある。この現れによって、写真における風景は静止したものから動きあるものへ変わっていったように見える。この頃から肖像写真ではない記録写真が現れ、一方でアマチュアらにより心情を反映した写真も撮られるようになった。
クリミア戦争で現像用馬車に乗って戦地を回ったロジャー・フェントンや、アメリカ南北戦争でのマシュー・ブレイディ、アレクサンダー・ガードナー、ティモシー・オサリバンらによる報道写真も登場したが、この写真技術の感度では戦闘の激しい瞬間は写せなかった。その代わり物資の運搬風景、兵士たちの写真、戦いの舞台となった後の荒野やあちこちに横たわる戦死者などを撮影したが、これらは当時としては大きな反響を呼んだ。その他、植民地化や欧米の帝国主義の進出に伴い、開国したばかりの日本をはじめ欧米以外の世界の風景や風習がヨーロッパ人によって撮影されるようになった。
コロジオン法の普及により富裕層の中には自分で写真機を買う者も現れ、アマチュア写真家も多く出現した。ジュリア・マーガレット・キャメロンは絵画的な肖像写真を多数撮影し、数学教授で児童文学者のルイス・キャロルは多くの少女達の写真を撮影した。

### ゼラチン乾板
1871年、リチャード・リーチ・マドックスによって臭化銀をゼラチンに混ぜた感光乳剤が開発され、ガラス板に乳剤を塗ったゼラチン乾板が1870年代末期以降、湿式コロジオン法に代わり普及するようになった。ゼラチン乾板は感度も高く、また撮影者自身が用意しなければならないコロジオン湿板に比べて工場で大量生産し、あらかじめたくさん用意することができた。これによって、野外での撮影の機動性も飛躍的に高まったほか、これまでの感度では撮れなかった動く人々が撮れるようになった。エドワード・マイブリッジによる、走る馬（『ホース・イン・モーション』）や跳ぶ人間の動きの瞬間を捉えた連続写真もこれで撮影された。

### 大衆化
ダゲレオタイプは、産業革命の頃の中産階級の肖像画が欲しいという需要に応えるため、1840年代のヨーロッパに熱狂的に広まった。この肖像画需要は、油彩画では生産の速度からして需要に応えきれず、写真技術の発展を後押しすることになった。ダゲレオタイプは美しい画像が撮れたが、原板が壊れやすく複写も難しかった。スタジオで肖像画一枚を撮るのに、2006年の物価に換算して1000米ドルほどかかることもあった。撮影者は、安価で多くの複写を作る方式を化学者に要請し、これが後にコロジオン法の登場やタルボットの方式（ネガポジ方式）への回帰につながる。
1884年、ニューヨークのジョージ・イーストマンは紙に乾燥ゲルを塗布する方式を開発し、もはや写真家は乾板の箱や有毒な化学物質を持ち歩かなくてすむようになった。 1888年7月、イーストマンの設立したコダックカメラが「あなたはボタンを押すだけ、後はコダックが全部やります」との触れ込みで市場に参入した。 こうして現像サービス企業が登場し、誰でも写真撮影が可能な時代となり、複雑な画像処理の道具を自前で持つことが必要ではなくなった。 1901年にはコダック・ブラウニーの登場により写真は市場に乗った。（フィルム発明についてはカメラの歴史#コダックとフィルムの起源を参照）。
1925年に登場した35mmカメラ、ライカなどによって、一般性、可搬性（カメラの持ち運び易さ）、機動性、フィルム交換のしやすさが高まって、スナップ写真が広まるなどした。これ以後は写真技術の発展はカメラの発展と歩調を合わせることになる。（これについてはカメラの歴史#35mmおよびそれ以下の項目を参照）。
20世紀以降、感光材料の発展としてはカラーフィルム（多色フィルム）の普及や高感度化、微粒子化があり、全体的により小さな画面フォーマットへの移行がおこった。これによりたとえば報道写真に用いられるカメラも、スピードグラフィック、ローライフレックスから35mmカメラへと移行する一方、機構の自動化・電子化によるオートフォーカス（AF:自動合焦）やオートエキスポーズ（AE:自動露出）、またシャッターの高速度化や連続撮影の高速化も進んで、撮影可能な領域の拡大や撮影の容易化は著しい。

### デジタル写真の広がりとその影響
画像の電子記録も広まっている。 デジタルカメラでは液晶画面によるインスタントプレビューが可能で、露出決定などの撮影技術も容易なものになり、また高画質機種の解像度は高品質の35mmフィルムのそれを越えているとも言われる。コンパクトデジタルカメラの価格は大幅に低下し、写真を撮ることはより手軽な行為になった。 しかし、もっぱらME・MF（手動での露出・焦点の決定）のカメラと白黒フィルムを使う撮影者にとって、1925年に35mmライカカメラが登場して以来、変わった点はほとんどないとも言える。
2004年1月、コダック社は「2004年末をもって35mmリローダブルカメラの生産を打ち切る」と発表した。 フィルム写真の終焉と受け止められたが、当時のコダックはフィルムカメラ市場での役割は既に小さなものであった。 2006年1月、ニコンも同様に、ハイエンド機F6とローエンド機FM10を除いたフィルムカメラの生産を打ち切ると発表した。 2006年5月25日、キヤノンは新しいフィルム一眼レフ（SLR）カメラの開発を中止すると発表した後も、4種のフィルムSLRを販売継続していたが、徐々に生産中止となった。 

## 写真の傾向の変遷

### 記録写真・肖像写真の時代
- ストレート

### ピクトリアリスムの時代
- ピクトリアリスム→ストレートでない
- リンクト・リング
- フォト・セセッション

### ストレートフォトグラフィ・モダニズムの写真の時代
1910年頃から、ピクトリアリスムに対して、絵画の模倣にすぎないという意識が強まり、ピクトリアリスムを否定して、写真本来の機能に基づきかつ写真にしかできない視線で写真作品は制作されるべきだ、との考えが起こってきた。これが、写真史における「モダニズム」である。
この考えに基づき、2つのかなり異なる方向が取られることとなった。1つは、絵画的表現から独立した、よりストレートな作品を、技巧をあまり用いずに制作する方向（ストレートフォトグラフィ）であり、もう1つは、写真独自の技巧をむしろ積極的に（極端に）用いて、前衛的な作品を制作する方向で、いずれの方向も、写真にしかできない表現をめざしたものである。前者は、アメリカにおいて顕著であり、特に、スティーグリッツの周辺やグループf/64で、大きく展開した。ヨーロッパでも、新即物主義傾向の作品やバウハウス等の構成主義的な作品の中に、その動きがある。後者については、ヨーロッパにおいて顕著であり、未来派、ダダ、シュルレアリスムなどの動きと連動し、フォトグラム、フォトモンタージュ、ソラリゼーションなどの技法も積極的に用いられた。なお、この2つの方向は、互いを排斥するものではない。例えば、極めてストレートな作風のアジェの作品が、シュルレアリスム的感覚を内包していることは周知の事実である。
これらの傾向は、この時期およびそれ以降の広告写真やファッション写真へも大きな影響を与えた。

### 報道写真の時代

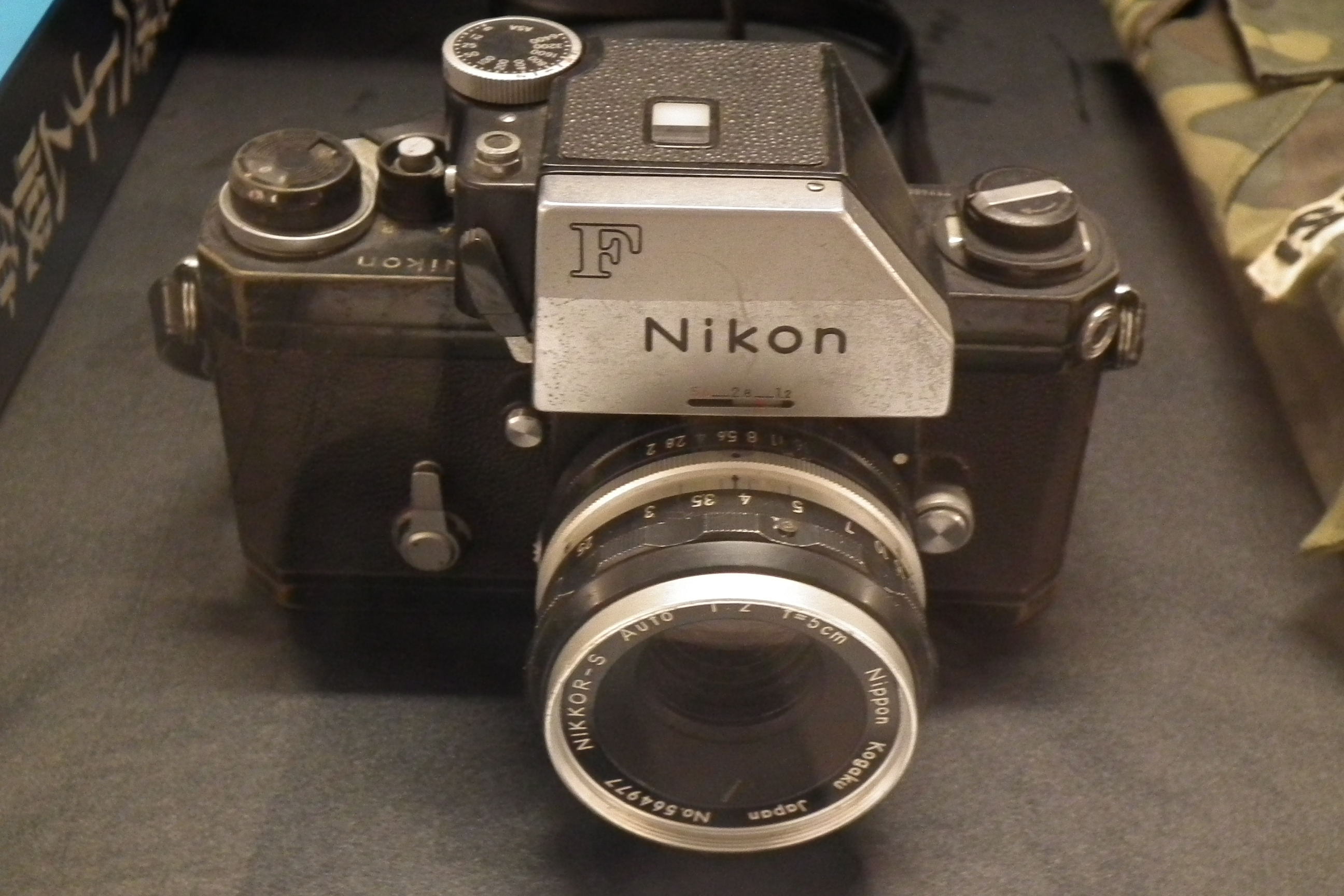
戦争証跡博物館（ホーチミン）に今なお展示されるベトナム戦争を記録した石川文洋のNikon F

1920年代頃から、撮影・印刷技術の発展とマスメディアの発展（読者の「見たい」という欲望の開拓）により、報道写真（フォトジャーナリズム・グラフジャーナリズム）が勃興しはじめ、第二次世界大戦をはさんで、その繁栄が続く。1936年の雑誌ライフの創刊や1947年のマグナム・フォトの設立などは、それを象徴する出来事である。
報道写真は、真実を写すことが求められる。すなわち「やらせ」や「うそ」を報道することは否定される。ただし、真実は１つだけではなく、複数のうちから選択できる可能性があり、また、その選択において、自己の主張を含めることもできる。これは、すなわち、写真の利用の仕方により、ある程度の範囲で「真実」の選択が可能であることを意味している。典型的には、「プロパガンダ」であり、ケースにより、それは、真実とはいえないものまで含みうる。また、報道写真において、スクープを重視する方向も、この「選択可能性」という性質と深くかかわっている。
報道写真は、外見的には、ストレートフォトグラフィーを用いている。

### 模索から多様化・混沌の時代へ
多様化・混沌の時代は現代美術としての写真の時代ともいえるが、1960年代頃から、「写真の中では報道写真がもっとも優れている」という神話が崩れ始め、写真作品は、それぞれの分野で進むべき方向についての模索を続け、全方向に拡散していく時代になったと考えられる。すなわち、ある時期ある時期を捉えて、ある種の傾向でくくることができなくなっていった。このことについては、写真の多様化として評価される一方で、混沌であると否定的にとらえる考え方もある。
写真作品の外見的な特徴としては、ストレートであってもストレートでなくてもかまわない。外見は重視されず、例えば、いくら美しい作品でもそれだけでは評価されにくくなった。撮影技術や見た目（外見的な質や様式）ではなく、むしろコンセプトが重要視される。コンセプトさえしっかりしていれば、撮影技術は稚拙でもかまわないという考え（コンセプト至上主義）すら存在する。したがって、ある独立した1作品をとりあげて、「この作品はいい」とはいいにくい状況になっている（1作品では、コンセプトが見えない）。
このことについては、写真が外見だけで判断されず、その背景にあるものを含めて評価されるようになったとして、肯定的にとらえる考え方もある。その一方で、写真の独自性が失われて、現代美術に飲み込まれ、現代美術の一部分となってしまった、と否定的・批判的にとらえる考え方もある。例えば、後者の考え方からすれば、「コンセプト至上主義により、逆に（技術的に）うすっぺらい（奇異な・わかりにくい）写真作品が量産されている。」という批判が存在しうる（これは、現代美術一般についても当てはまる批判である）。いずれにしても、写真を撮る者が写真家である必要性がない時代（写真家ではない美術家が写真作品を制作できる時代）が訪れたといえる。

## 経済史
19世紀には写真は商業サービスとして速やかに広まった。エンドユーザーへの写真器具の販売は工業利益のわずか20%だった。
20世紀末から広まったカメラ付き携帯電話のような、電子技術や通信サービスの発展に連れて、通信技術の進化を全体的に理解するためには、画像利用の経済学的な理解がますます重要になってきている。